# Всеросійський науково-дослідний інститут залізничного транспорту

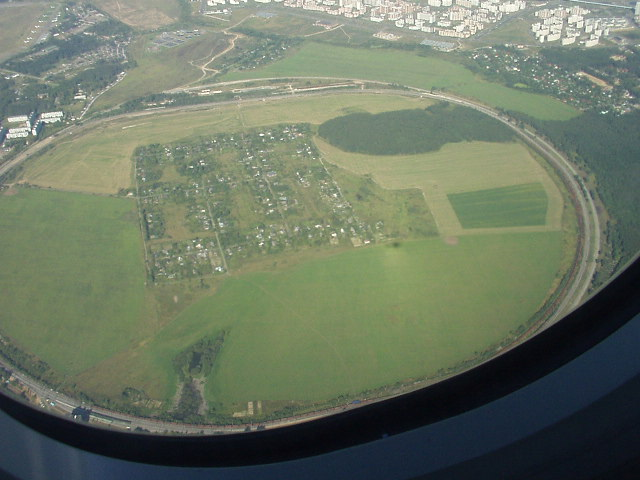
Тестовий полігон ВНДІЗТ в Щербинці (Москва)

Всеросійський науково-дослідний інститут залізничного транспорту (ВНДІЗТ) — найбільша в Росії науково-дослідна організація з розробки транспортних технологій в області залізничного транспорту.
Створений в 1918 році шляхом перетворенням з контори дослідів над типами паровозів. У 2008 році перетворений у ВАТ «ВНДІЗТ» — дочірнє підприємство ВАТ «РЖД».
Розташований в Москві (3-тя Митищинський вулиця, будинок 10), має філії та дочірні підприємства в Москві, Єкатеринбурзі, Нижньому Новгороді, Бєлорєчєнську, Іркутську і Експериментальну кільцеву залізницю в Щербинці.

## Основні напрямки діяльності
- Пошукові та фундаментальні дослідження;
- Розробка нових технічних засобів і технологій для залізничного та інших видів транспорту;
- Розробка нових матеріалів;
- Розробка АСУ та програмного забезпечення;
- Розробка технічних регламентів, нормативних та методичних документів;
- Пуско-налагоджувальні та сертифікаційні випробування залізничної техніки та транспортних технологій;
- Експертиза проєктів;
- Розробка макетних і дослідних зразків;
- Стандартизація та метрологія;
- Дрібносерійне виробництво;
- Виготовлення прототипів зразків нової техніки;
- Міжнародні проєкти;
- Консалтингові послуги;
- Підготовка наукових кадрів.